# Sinus (biologi)
 For alternative betydninger, se Sinus. (Se også artikler, som begynder med Sinus)
Sinus i biologien er en betegnelsen for en række hulrum i hovedet. Disse er enten "tomme" (bihulerne) eller fungerer som vener. 

## Venøse sinus
På dansk bruges ofte latinske betegnelser for venerne/venøse hulrum ("venøse sinusoider") i og omkring hjernen: 
- Sinus durae matris er et hulrum i dura mater – en af hjernehinderne – der indeholder veneblod.
- Sinus sagittalis superior er den største hjernevene, og den følger midtlinie mellem de to hjernehemisfærer.
- Sinus sagittalis inferior
- Sinus rectus
- Sinus occipitalis
- Sinus transversus
- Sinus sigmoideus
- Sinus cavernosus er et venerum foran hjernestammen. I denne vene løber den indre halspulsåre (A. carotis interna) samt en række hjernenerver: Først, anden, tredje, fjerde og sjette.

## Bihule
Der er fire par bihuler (sinus):
- Sibenscelle, (Sinus ethmoidalis)
- Kæbehule, (Sinus maxillaris)
- Kilebenshule, (kilebenscelle, Sinus sphenoidalis)
- Pandehule, (Sinus frontalis)